# طالب‌گلی
طالب‌گلی یکی از روستاهای استان آذربایجان شرقی است که در دهستان شجاع بخش مرکزی شهرستان جلفا واقع شده‌است.این روستا ۱۷ نفر جمعیت دارد.